# Одеський музей Костянтина Паустовського
Одеський музей Костянтина Паустовського — музей в Одесі присвячений російському письменнику Костянтину Паустовському, що прожив у Одесі два роки на початку 1920-тих. Створений у 1998 році, має статус філії Одеського літературного музею.

## Історія
Музей створено 1998 року шанувальниками творчості російського письменника з міської громадської організації — літературного товариства «Світ Паустовського». Це один із наймолодших музеїв Одеси. Один з шести музеїв Паустовського у світі.

## Експозиція музею
Експозиція музею нараховує понад 1000 експонатів.

### Речі як відображення часу
Меблі, тільник, капелюх, друкарська машинка 20-х років, світильник, піч-«румунка», фотографії, екземпляри газети «Моряк», редакторське посвідчення Паустовського, особова справа та заява про прийом на роботу в Опродкомгуб — специфічної організації, де Паустовський працював у відділі, що досить кумедно називався «стіл газетних вирізок», вудки, в'язка сушених «бичків» — саме в цих незвичайних речах знайшов відображення час, коли письменник жив і працював в Одесі (1919—1921).

### Книжковий світ Паустовського
Світ письменника знайшов відображення:
- у виданнях його книг. Так, збірник «Світ читає Паустовського» перекладено більше ніж 70 мовами світу, причому найбільша кількість творів голландською (у Нідерландах його називають «першим екологом Європи»).
- у експонатах: від макету двірницької до термометра Реомюра, що «належав» героям творів;
- цікавим є статут своєрідного літературного клубу «Під яблуневим деревом» («одеське» оточення Паустовського: письменники Багрицький Едуард Георгійович, Бабель Ісаак Еммануїлович, Інбер Віра Михайлівна, художник Костанді Киріак Костянтинович.

### «Цікавинки» експозиції
Серед тематичних експозицій музею цікавою є «шевченківська». Тут представлено повість Паустовського «Тарас Шевченко», видану 1936 року. Працюючи над нею, письменник відвідував місця, пов'язані із засланнями поета: Оренбурзькі степи та Мангістау (півострів) (форт Олександрівський). Зацікавлення Паустовського «Кобзарем» невипадкове. Адже він також мав українське коріння по батьківській лінії, зокрема, був нащадком гетьмана Сагайдачного.
Екскурсії мають аудіо-супровід, завдяки чому можна почути цитати з книг і сигнали SOS, що передаються радіотелеграфним приладом-ключем Морзе.
Для незрячих екскурсантів є спеціальні видання «Час великих очікувань», написані шрифтом Брайля.